# Annor Aziz
Annor Aziz (Acra, 7 de enero de 1974) es un ex futbolista ghanés, que jugó en varios equipos de Europa y América del Sur, jugando también en la Selección de fútbol de Ghana, con la que disputó 12 partidos y anotó 7 goles.

## Clubes
| Club                   | País         | Año       |
| ---------------------- | ------------ | --------- |
| Accra Hearts of Oak SC | Ghana        | 1995      |
| Legia de Varsovia      | Polonia      | 1995      |
| Lechia Gdańsk          | Polonia      | 1996      |
| Polonia Varsovia       | Polonia      | 1996-1997 |
| Sporting Cristal       | Perú         | 1998      |
| Stuttgarter Kickers    | Alemania     | 1998-1999 |
| F.C. Augsburgo         | Países Bajos | 1999-2000 |
| SV Eintracht Trier 05  | Alemania     | 2000-2004 |
| SV Babberich           | Países Bajos | 2004-2005 |
| Accra Hearts of Oak SC | Ghana        | 2005-2006 |